# Fòrum Valencià del Llibre
El Fòrum Valencià del Llibre és una plataforma unitària, creada pel sector valencià del llibre el 23 d'abril del 2008 per a reivindicar-ne un major protagonisme en la societat actual. Està format per l'Associació de Bibliotecaris Valencians, el Col·legi Oficial de Bibliotecaris i Documentalistes de la Comunitat Valenciana, l'Associació de Distribuïdors de Llibres de València, l'Associació d'editors del País Valencià, l'Associació d'Escriptors en Llengua Catalana (secció del País Valencià), l'Associació Professional d'Il·lustradors de València i el Gremi de Llibrers de València.
El Fòrum Valencià del llibre va fer coincidir la seua constitució amb el dia mundial del llibre i amb una declaració sobre els valors del llibre i la lectura. El Fòrum va promoure que els ajuntaments valencians presentessin mocions per reivindicar la signatura del conveni amb el Ministeri de Cultura destinat a l'adquisició de material bibliogràfic.